# Suède aux Jeux olympiques d'été de 1932

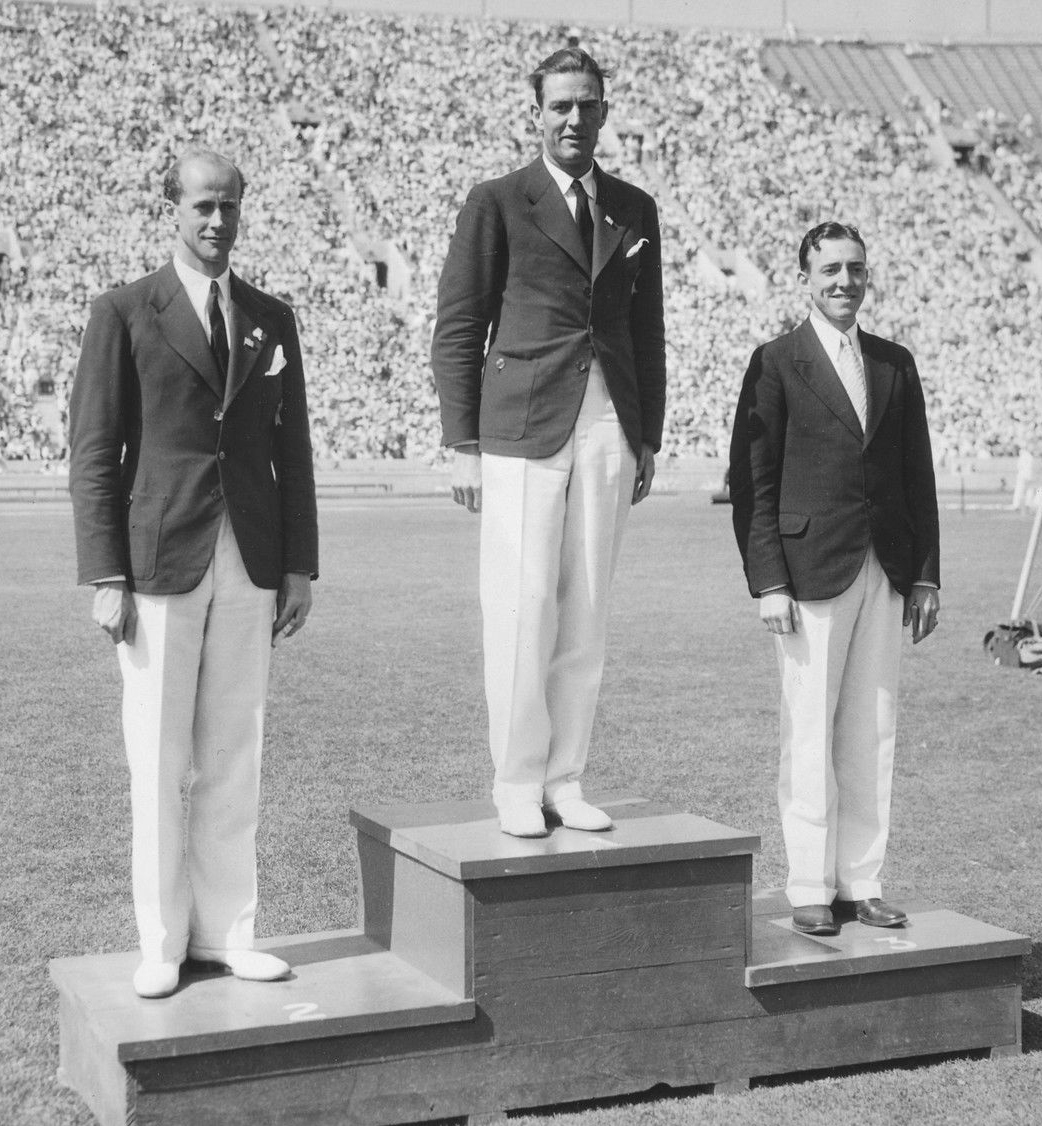
Le podium du Pentathlon moderne avec Oxenstierna sur la plus haute marche et Lindman en argent.

La Suède aux Jeux olympiques d'été de 1932 participe à ses 8e Jeux olympiques. Présents dans 11 sports, les athlètes suédois récoltent, à Los Angeles, 23 médailles : 9 en or, 5 en argent et 9 en bronze. Les artisans du succès suédois sont principalement les pentathloniens qui réalisent le doublé dans leur discipline, les  cavaliers (3 médailles) mais surtout les lutteurs qui ne conquièrent pas moins de 10 médailles dont 6 en or. Ce qui vaut à leur pays de se placer en 4e position au classement des nations. 

## Bilan global
| Sport              | Médaille d'or, Jeux olympiques | Médaille d'argent, Jeux olympiques | Médaille de bronze, Jeux olympiques | Total |
| Athlétisme         | 0                              | 1                                  | 0                                   | 1     |
| Boxe               | 0                              | 1                                  | 1                                   | 2     |
| Cyclisme           | 0                              | 0                                  | 2                                   | 2     |
| Équitation         | 0                              | 1                                  | 2                                   | 3     |
| Lutte              | 6                              | 1                                  | 3                                   | 10    |
| Pentathlon moderne | 1                              | 1                                  | 0                                   | 2     |
| Tir                | 1                              | 0                                  | 0                                   | 1     |
| Voile              | 1                              | 0                                  | 1                                   | 2     |
|                    | 9                              | 5                                  | 9                                   | 23    |

## Liste des médaillés

### Médailles d'or
| Sport                                           | Discipline                                              | Sportifs |
| Médailles d’or 9                                |                                                         |          |
| Lutte                                           |                                                         |          |
| Lutte gréco-Romaine Poids légers, 61 - 66 kg    | Erik Malmberg                                           |          |
| Lutte gréco-Romaine Poids mi-moyens, 66 - 72 kg | Ivar Johansson                                          |          |
| Lutte gréco-Romaine Poids mi-lourds, 79 - 87 kg | Rudolf Svensson                                         |          |
| Lutte gréco-Romaine Poids lourds, +87 kg        | Carl Westergren                                         |          |
| Lutte libre Poids moyens, 72 - 79 kg            | Ivar Johansson                                          |          |
| Lutte libre Poids lourds, +87 kg                | Johan Richthoff                                         |          |
| Pentathlon moderne                              |                                                         |          |
| Épreuve individuelle                            | Johan Gabriel Oxenstierna                               |          |
| Tir                                             |                                                         |          |
| 50 m carabine position couchée                  | Bertil Rönnmark                                         |          |
| Voile                                           |                                                         |          |
| 6 mètres                                        | Tore Holm, Martin Hindorff Olle Åkerlund, Åke Bergqvist |          |

### Médailles d'argent
| Sport                                   | Discipline                                                     | Sportifs |
| Médailles d’argent 5                    |                                                                |          |
| Athlétisme                              |                                                                |          |
| Triple saut                             | Erik Svensson                                                  |          |
| Boxe                                    |                                                                |          |
| Poids légers (-61,2 kg)                 | Thure Ahlqvist                                                 |          |
| Équitation                              |                                                                |          |
| Dressage Épreuve par équipes            | Bertil Sandström, Thomas Byström Gustaf Adolf Boltenstern, Jr. |          |
| Lutte                                   |                                                                |          |
| Lutte libre Poids mi-lourds, 79 - 87 kg | Thure Sjöstedt                                                 |          |
| Pentathlon moderne                      |                                                                |          |
| Épreuve individuelle                    | Bo Lindman                                                     |          |

### Médailles de bronze
| Sport                                          | Discipline                              | Sportifs |
| Médailles de bronze 9                          |                                         |          |
| Boxe                                           |                                         |          |
| Poids plumes (-57,2 kg)                        | Allan Carlsson                          |          |
| Cyclisme                                       |                                         |          |
| Course sur route individuelle masculine        | Bernhard Britz                          |          |
| Course sur route masculine Épreuve par équipes | Arne Berg, Bernhard Britz, Sven Höglund |          |
| Équitation                                     |                                         |          |
| Concours complet Épreuve individuelle          | Clarence von Rosen Jr.                  |          |
| Saut d'obstacles Épreuve individuelle          | Clarence von Rosen Jr.                  |          |
| Lutte                                          |                                         |          |
| Lutte gréco-Romaine Poids moyens, 72 - 79 kg   | Axel Cadier                             |          |
| Lutte libre Poids plume, 56 - 61 kg            | Einar Karlsson                          |          |
| Lutte libre Poids légers, 61 - 66 kg           | Gustaf Klarén                           |          |
| Voile                                          |                                         |          |
| Classe Star                                    | Gunnar Asther, Daniel Sundén-Cullberg   |          |

## Sources
- (en) Suède aux Jeux olympiques d'été de 1932 sur olympedia.org
- (en) Site officiel du comité olympique suédois
- (fr) Suède sur le site du Comité international olympique